# الدوري الفنزويلي الممتاز 1976
الدوري الفنزويلي الممتاز 1976 هو الموسم 56 من الدوري الفنزويلي الممتاز. كان عدد الأندية المشاركة فيه 8، وفاز فيه نادي بورتوغيزا.